# Angra Indústria e Comércio de Carrocerias
Angra Indústria e Comércio de Carrocerias Ltda. war ein brasilianischer Hersteller von Automobilen und Kit Cars.

## Unternehmensgeschichte
Das Unternehmen aus Rio de Janeiro begann in der Mitte der 1980er Jahre mit der Produktion von Automobilen. Der Markenname lautete Angra. Händler gab es in Belém, Vilhena, São Luís und Vitória. Vor 1990 endete die Produktion.

## Fahrzeuge
Das erste Modell war ein VW-Buggy. Ein Vierzylinder-Boxermotor von Volkswagen do Brasil trieb die Fahrzeuge an. Die offene Karosserie bestand aus Fiberglas. Auffallend waren die rechteckigen Scheinwerfer.
Der Especial als Nachfolger des Beach von Beach war eine Mischung aus Buggy und sportlichem Cabriolet. Technisch gab es keine Unterschiede zum Buggy.
1986 wurde auch ein Fahrzeug im Nostalgiestil beworben.